# Tulipán Mihály
Tulipán Mihály (Budapest, 1955. március 4. –  Uluaba Gölü, 1986. június 9.) válogatott magyar labdarúgó, csatár, jobbszélső.

## Pályafutása

### Klubcsapatban
Serdülőként és ifi-ként a Csillaghegyi MTE csapatában kezdte a labdarúgást. 
Felnőttként az MTK-VM csapatában folytatta. Az 1976–77-es kupagyőztesek Európa-kupája sorozatban a negyeddöntő két mérkőzésen szerepelt, a későbbi győztes Hamburger SV elleni találkozókon. 1977-től 1979-ig a Békéscsabai Előre játékosa volt. Ezt követően a Csepel labdarúgója lett. Itt legnagyobb sikere az 1982–83-as idényben elért bajnoki negyedik helyezés volt. 1985-ben Törökországba szerződött, a Bursaspor csapatához.

### A válogatottban
1982-ben egy alkalommal szerepelt a válogatottban.

## Halála
1986. június 9-én feleségével kompbaleset áldozta lett Bursa közelében, kisfia túlélte a katasztrófát.

## Sikerei, díjai
- Magyar bajnokság
  - 4.: 1982–83
- Kupagyőztesek Európa-kupája (KEK)
  - negyeddöntős: 1976–77
- Török Kupagyőztes a Bursasporral 1985–1986-ban

## Statisztika

### Mérkőzése a válogatottban
| Magyarország | Magyarország         | Magyarország             | Magyarország | Magyarország | Magyarország | Magyarország       | Magyarország | Magyarország |
| #            | Dátum                | Helyszín                 | Hazai        | Eredmény     | Vendég       | Kiírás             | Gólok        | Esemény      |
| ------------ | -------------------- | ------------------------ | ------------ | ------------ | ------------ | ------------------ | ------------ | ------------ |
| 1.           | 1982. szeptember 22. | Győr, Rába ETO Stadion   | Magyarország | 5 – 0        | Törökország  | barátságos         | -            | 46'          |
|              | 1983. március 23.    | Veliko Tarnovo           | Bulgária     | 1 – 1        | Magyarország | olimpiai selejtező | -            |              |
|              | 1983. április 13.    | Budapest, Csepel stadion | Magyarország | 3 – 1        | Görögország  | olimpiai selejtező | -            | 79'          |
|              | 1983. szeptember 7.  | Budapest, Népstadion     | Magyarország | 0 – 1        | Szovjetunió  | olimpiai selejtező | -            | 55'          |
|              | Összesen             |                          |              | 1            | mérkőzés     |                    | 0            | gól          |